# Her Name is Nicole
Singles
1. Whatever U Like
Sortie : 28 juillet 2007
2. Baby Love
Sortie : 6 août 2007
3. Supervillain
Sortie : 4 décembre 2007
4. Puakenikeni
Sortie : 18 décembre 2007

Her name is Nicole est le premier album solo de la chanteuse de pop/RnB Nicole Scherzinger.

## Her name is Nicole
No 	Title 	Producer(s) 	Featured Artist(s) 	Length
1 	"Supervillain" 	Mad Scientist 		4:04
2 	"Who's Gonna Love You" 	Timbaland 	Timbaland 	
3 	"Powers Out" 	The-Dream &	Sting
4 	"Puakenikeni" 	Akon &	Brick & Lace 	2:19
5 	"Happily Never After" 	Ne-Yo 		4:40
6 	"Baby Love" 	Will.i.am 	Will.I.Am 	4:42
7 	"Save Me from Myself" 	Ne-Yo 	Ne-Yo 	
8 	"Physical" 	Timbaland & Danja 	Timbaland 	
9 	"Love Like This" 			
10 	"Just Say Yes" 	Gary Lightbody 		
11 	"When You're Falling" 	Akon 	Akon 	
12 	"Whatever U Like" 	Polow da Don T.I. 	3:55
13 	"I M.I.S.S. You" 	Pharrell 	Pharrell 	
14 	"March" 			
15 	"I Blow" 		Busta Rhymes
16 	"On My Side" 			
17 	"Get Em' Ladies" (titre bonus) 			
18 	"Feels So Good" (titre bonus)

## Référence et notes
- (en) Cet article est partiellement ou en totalité issu de l’article de Wikipédia en anglais intitulé « Her Name Is Nicole » (voir la liste des auteurs).